# I Know What You Did Last Summer
«I Know What You Did Last Summer» (укр. Я знаю, що ти робила минулого літа) — пісня канадського співака Шона Мендеса та кубинсько-американської співачки Каміли Кабелло Вона вийшла як провідний сингл перевидання дебютного студійного альбому Мендеса Handwritten (2015) лейблом Island Records 18 листопада 2015 року. Пісня потрапила до першої двадцятки американського чарту Billboard Hot 100 і канадського Canadian Hot 100. Мендес і Кабелла спільно виконували пісню на кількох телешоу, зокрема в ефірі Нічного шоу з Джиммі Феллоном і на церемонії вручення премії "Вибір народу" 2016.

## Створення та концепція
Пісня «I Know What You Did Last Summer» була написана спонтанно за лаштунки на одного з шоу концертного туру Тейлор Свіфт The 1989 World Tour, в якому Мендес виступав на розігріві, а Кабелло стала несподіваним гостем концерту в складі гурту Fifth Harmony. «Ми були просто лаштунки. В моїй гримерці в той час було близько 100 людей, і це було божевіллям, але у мене була ця гітара, і я просто почав джемити, і ми переважно написали попередній і основний приспіви десь за 30 хвилин», розповів Мендес у відео про створення цієї пісні. «І ми планували піти в студію, і ми пропрацювали в студії близько 11 годин, перш ніж ми закінчили писати пісню.» Після виступу наживо в ефірі шоу Live with Kelly and Ryan, Кабелло сказала: «Ми просто джемили. У нас не було насправді наміру написати пісню. Ми просто почали награвати мелодію і підставляти слова до неї. Я не думала, що ми створимо пісню».
Кабелло описувала пісню «I Know What You Did Last Summer», як «розмову між двома людьми, відносини яких помирають, але ніхто не хоче визнати, що вони помирають.»

## Композиція
«I Know What You Did Last Summer» містить запозичені елементи із синглу Білла Візерса 1971 року «Ain't No Sunshine», таким чином, Візерс вважається співавтором пісні Мендеса та Кабелло. Пісня написана в тональності ля мінор, з темпом 114 ударів на хвилину і музичним розміром 4/4.

## Комерційна ефективність
Пісня «I Know What You Did Last Summer» дебютувала під дев'яносто сьомим номером чарту Billboard Hot 100 5 грудня 2015 і піднялася до п'ятдесят п'ятої сходинки наступного тижня. 9 січня 2016 року пісня стрибнула з сорок шостої позиції на тридцять третю. Згодом, 30 січня 2016 року, пісня зайняла двадцяту сходинку чарту, ставши другим синглом Мендеса, що увійшов до першої двадцятки Hot 100, після того, як «Stitches» сягнула четвертої сходинки 31 жовтня 2015 року.

## Музичне відео
Музичний відеокліп на пісню, режисера Раяна Паллотти, вийшов 20 листопада 2015 року. У відео, Мендес і Кабелло, 17 і 18 річні, відповідно, на момент знімання кліпу, йдуть на зустріч один одному на фоні темного і спустошеного пейзажу. Кабелло співає про те, як вона зраджувала Мендесу, але намагається переконати його, що вона цього не хотіла. Вони продовжують намагатися йти назустріч один одному, але відстань між ними не зменшується. Навколо них здіймається піщана буря, що супроводжується хуртовиною і грозою, що посилюється впродовж відео, поки вони відчайдушно намагаються відновити свої стосунки. Музичне відео зібрало понад 200 мільйонів переглядів, що робить його другим сертифікованим відео Vevo Мендеса, і 1,92 млн вподобань станом на 7 травня 2017 року.

## Виступи наживо
Мендес і Кабелло вперше на телебаченні виконали «I Know What You Did Last Summer» в ефірі шоу Live with Kelly and Ryan 20 серпня 2015 року. Вони також виконали пісню в програмі Найпізніше шоу з Джеймсом Корденом 24 листопада 2015 року, і під час новорічного шоу Pitbull's New Year's Revolution 31 грудня 2015 року в Маямі, штат Флорида. Мендес і Кабельо виконав трек знову на The Tonight Show В ролях Джиммі Феллон на 4 січня 2016 року. Мендес і Кабелло вкотре виконали пісню в ефірі Нічного шоу з Джиммі Феллоном 4 січня 2016 року.
Перед виконанням синглу Мендеса «Stitches», він разом з Кабелло заспівали «I Know What You Did Last Summer» на церемонії вручення премії "Вибір народу" 2016. Вони також разом виконали пісню на Шоу Елен Дедженерес 17 лютого 2016 року.

## Чарти
| Чарт (2015–16)                                | Найвища позиція |
| --------------------------------------------- | --------------- |
| Австралія (ARIA)                              | 33              |
| Бельгія (Ultratop Flanders)                   | 21              |
| Бельгія (Ultratip Wallonia)                   | 22              |
| Канада (Canadian Hot 100)                     | 19              |
| Канада (AC) (Billboard)                       | 18              |
| Чехія (IFPI)                                  | 27              |
| Чехія (Singles Digitál Top 100)               | 14              |
| Данія (Tracklisten)                           | 21              |
| Франція (SNEP)                                | 192             |
| Німеччина (Official German Charts)            | 90              |
| Греція Digital Songs (Billboard)              | 9               |
| Угорщина (Rádiós Top 40)                      | 7               |
| Угорщина (Single Top 40)                      | 26              |
| Ірландія (IRMA)                               | 42              |
| Італія (FIMI)                                 | 53              |
| Нідерланди (Dutch Top 40)                     | 12              |
| Нідерланди (Mega Single Top 100)              | 17              |
| Нова Зеландія Heatseekers (Recorded Music NZ) | 1               |
| Норвегія (VG-lista)                           | 18              |
| Польща (Polish Airplay Top 100)               | 27              |
| Словаччина (IFPI)                             | 67              |
| Словаччина (Singles Digitál Top 100)          | 19              |
| Швеція (Sverigetopplistan)                    | 24              |
| Швейцарія (Media Control AG)                  | 51              |
| Велика Британія (Official Charts Company)     | 42              |
| США (Billboard Hot 100)                       | 20              |
| США (Adult Top 40) (Billboard)                | 28              |
| США (Mainstream Top 40) (Billboard)           | 10              |

| Чарт (2016)                 | Позиція |
| --------------------------- | ------- |
| Канада (Canadian Hot 100)   | 86      |
| Нідерланди (Single Top 100) | 69      |
| США Billboard Hot 100       | 86      |

## Сертифікації
| Регіон | Сертифікація | Продажі   |
| --- | ------------ | --------- |
| Австралія (ARIA) | Платиновий   | 70 000    |
| Канада (Music Canada) | Платиновий   | 0*        |
| Італія (FIMI) | Золото       | 25,000    |
| Нова Зеландія (RIANZ) | Золото       | 15,000*   |
| Норвегія (IFPI Norway) | Платиновий   | 40 000    |
| Швеція (IFPI Sweden) | Платиновий   | 40,000    |
| Велика Британія (BPI) | Срібний      | 200,000   |
| США (RIAA) | Платиновий   | 1 000 000 |
| *продажі, що базуються лише на сертифікаціях · ^відвантаження, що базуються лише на сертифікаціях · продажі+прослуховування, що базуються лише на сертифікаціях |              |           |